# NGC 6634
NGC 6634 је група звезда у сазвежђу Стрелац која се налази на NGC листи објеката дубоког неба.
Деклинација објекта је - 33° 30' 40" а ректасцензија 18h 29m 55,3s. Привидна величина (магнитуда) објекта NGC 6634 износи 4,6.